# Pływanie na Letnich Igrzyskach Olimpijskich 2012 – 4 × 100 m stylem dowolnym kobiet
Sztafeta 4 × 100 m stylem dowolnym kobiet – jedna z konkurencji pływackich rozgrywanych podczas XXX Igrzysk Olimpijskich w Londynie.
Do zawodów kwalifikowano 16 najlepszych zespołów (12 najlepszych drużyn podczas Mistrzostw Świata w Szanghaju oraz 4 zespoły z najlepszymi czasami uzyskanymi w okresie 1 marca 2011 - 1 czerwca 2012 na zawodach awizowanych przez FINA).
Obrończyniami tytułu z Pekinu były Holenderki.
Rywalizacja rozpoczęła się 28 lipca o 12:11 czasu londyńskiego, finał rozegrany został tego samego dnia o 20:40.
Mistrzyniami olimpijskimi w sztafecie 4 x 100 m stylem dowolnym zostały Australijki: Alicia Coutts, Cate Campbell, Brittany Elmslie i Melanie Schlanger.

## Statystyka

### Rekordy
Tabela przedstawia rekordy olimpijski, świata oraz poszczególnych kontynentów w tej konkurencji.
| Rekord świata     | Holandia (NED)          | 3:31.72 | Rzym, Włochy | 26.07.2009 |
| Rekord olimpijski | Holandia (NED)          | 3:33.76 | Pekin, Chiny | 10.08.2008 |
| Rekord Afryki     | Południowa Afryka (RSA) | 3:45.56 | Durban, RPA  | 16.04.2012 |
| Rekord Ameryki    | Stany Zjednoczone (USA) | 3:34.33 | Pekin, Chiny | 10.08.2008 |
| Rekord Azji       | Chiny (CHN)             | 3:35.63 | Rzym, Włochy | 26.07.2009 |
| Rekord Europy     | Holandia (NED)          | 3:31.72 | Rzym, Włochy | 26.07.2009 |
| Rekord Oceanii    | Australia (AUS)         | 3:33.01 | Rzym, Włochy | 26.07.2009 |

### Listy światowe
Tabela przedstawia 10 najlepszych wyników uzyskanych w sezonie 2012 przed rozpoczęciem igrzysk.
| lp. | Zawodnik          | Wynik   | Data     | Miejsce     |
| --- | ----------------- | ------- | -------- | ----------- |
| 1.  | Niemcy            | 3:37.98 | 21 maja  | Debreczyn   |
| 2.  | Szwecja           | 3:38.40 | 21 maja  | Debreczyn   |
| 3.  | Włochy            | 3:39.84 | 21 maja  | Debreczyn   |
| 4.  | Nowa Zelandia     | 3:41.10 | 25 marca | Auckland    |
| 5.  | Węgry             | 3:41.36 | 21 maja  | Debreczyn   |
| 6.  | Grecja            | 3:42.09 | 21 maja  | Debreczyn   |
| 7.  | Australia         | 3:42.84 | 31 maja  | Santa Clara |
| 8.  | Rosja             | 3:43.12 | 4 lipca  | Antwerpia   |
| 9.  | Norwegia          | 3:44.09 | 21 maja  | Debreczyn   |
| 10. | Stany Zjednoczone | 3:44.19 | 10 maja  | Charlotte   |

## Wyniki

### Eliminacje
| Pozycja | Wyścig | Tor | Kraj              | Zawodnicy | Czas    | Uwagi |
| ------- | ------ | --- | ----------------- | --- | ------- | ----- |
| 1       | 2      | 3   | Australia         | Emily Seebohm (54.24) Brittany Elmslie (53.41) Yolane Kukla (54.61) Libby Trickett (54.08)                   | 3:36.34 | Q     |
| 2       | 1      | 4   | Stany Zjednoczone | Lia Neal (54.15) Amanda Weir (54.37) Natalie Coughlin (53.93) Allison Schmitt (54.08)                        | 3:36.53 | Q     |
| 3       | 2      | 4   | Holandia          | Marleen Veldhuis (54.73) Inge Dekker (53.79) Hinkelien Schreuder (55.62) Femke Heemskerk (53.59)             | 3:37.76 | Q     |
| 4       | 1      | 6   | Chiny             | Tang Yi (53.86) Qiu Yuhan (54.85) Wang Haibing (54.14) Wang Shijia (55.06)                                   | 3:37.91 | Q     |
| 5       | 1      | 5   | Japonia           | Haruka Ueda (54.22) Yayoi Matsumoto (54.23) Miki Uchida (54.47) Hanae Ito (55.14)                            | 3:38.06 | Q,    |
| 6       | 2      | 2   | Dania             | Pernille Blume (54.44) Mie Nielsen (54.49) Lotte Friis (55.97) Jeanette Ottesen Gray (53.19)                 | 3:38.09 | Q,    |
| =7      | 1      | 2   | Wielka Brytania   | Amy Smith (54.29) Jess Lloyd (54.53) Caitlin McClatchey (54.64) Rebecca Turner (54.75)                       | 3:38.21 | Q     |
| =7      | 1      | 3   | Szwecja           | Sarah Sjöström (54.31) Michelle Coleman (54.14) Ida Marko-Varga (54.57) Gabriella Fagundez (55.19)           | 3:38.21 | Q     |
| 9       | 2      | 5   | Niemcy            | Britta Steffen (54.43) Silke Lippok (55.30) Lisa Vitting (54.77) Daniela Schreiber (54.66)                   | 3:39.16 |       |
| 10      | 1      | 7   | Rosja             | Wieronika Popowa (54.30) Natalija Łowcowa (55.00) Wiktorija Andriejewa (55.27) Margarita Niestierowa (55.02) | 3:39.59 |       |
| 11      | 2      | 6   | Kanada            | Victoria Poon (54.67) Julia Wilkinson (54.38) Samantha Cheverton (54.93) Heather Maclean (55.62)             | 3:39.60 |       |
| 12      | 2      | 7   | Włochy            | Alice Mizzau (55.17) Federica Pellegrini (54.28) Laura Letrari (55.74) Erika Ferraioli (54.55)               | 3:39.74 | NR    |
| 13      | 1      | 8   | Białoruś          | Alaksandra Hierasimienia (53.85) Swiatłana Chachłowa (54.96) Aksana Dziamidawa (55.94) Julija Chitra (55.92) | 3:40.67 | NR    |
| 14      | 2      | 1   | Nowa Zelandia     | Tash Hind (55.93) Penelope Marshall (55.82) Amaka Gessler (55.77) Hayley Palmer (55.03)                      | 3:42.55 |       |
| 15      | 1      | 1   | Węgry             | Ágnes Mutina (56.05) Evelyn Verrasztó (55.80) Éva Risztov (57.81) Eszter Dara (55.13)                        | 3:44.79 |       |
| 16      | 2      | 8   | Grecja            | Teodora Drakou (55.42) Nery-Mantey Niangkouara (55.52) Teodora Jareni (57.26) Kristel Vourna (57.35)         | 3:45.55 |       |

### Finał
| Pozycja | Tor | Kraj              | Zawodnicy                                                                                        | Czas    | Uwagi |
| ------- | --- | ----------------- | ------------------------------------------------------------------------------------------------ | ------- | ----- |
|         | 4   | Australia         | Alicia Coutts (53.90) Cate Campbell (53.19) Brittany Elmslie (53.41) Melanie Schlanger (52.65)   | 3:33.15 | OR    |
|         | 3   | Holandia          | Inge Dekker (54.67) Marleen Veldhuis (53.80) Femke Heemskerk (53.39) Ranomi Kromowidjojo (51.93) | 3:33.79 |       |
|         | 5   | Stany Zjednoczone | Missy Franklin (53.52) Jessica Hardy (53.53) Lia Neal (53.65) Allison Schmitt (53.54)            | 3:34.24 | AM    |
| 4       | 6   | Chiny             | Tang Yi (53.58) Qiu Yuhan (54.49) Wang Haibing (54.03) Pang Jiaying (54.65)                      | 3:36.75 |       |
| 5       | 8   | Wielka Brytania   | Amy Smith (54.27) Francesca Halsall (53.29) Jess Lloyd (54.65) Caitlin McClatchey (54.81)        | 3:37.02 |       |
| 6       | 7   | Dania             | Pernille Blume (54.52) Mie Nielsen (54.04) Lotte Friis (55.72) Jeanette Ottesen Gray (53.24)     | 3:37.45 | NR    |
| 7       | 2   | Japonia           | Haruka Ueda (54.34) Yayoi Matsumoto (54.52) Miki Uchida (54.43) Hanae Ito (54.67)                | 3:37.96 | NR    |
| -       | 1   | Szwecja           | Michelle Coleman (54.57) Sarah Sjöström (53.91) Ida Marko-Varga (55.01) Gabriella Fagundez       | DSQ     |       |